# Polylepis besseri
Polylepis besseri, queñua o queñoa, és una espècie de planta rosàcia.
Els tàxons inferiors que en la bibliografia figuren sota Polylepis besseri han estat elevats a espècies pròpies, per tant, P. besseri ha quedat com un endemisme del departament de Cochabamba, Bolívia.

## Descripció
Polylepis besseri és un arbret que fa 1-8 m d'alt, tél'escorça bruna-rogenca, que es desprèn en làmines primes. Les fulles són compostes amb folíols coberts de tricomes. Flors poc visotses i fruits en aqueni, llanós i espinós.
é adapatacions a les condicions dels Andes per sobre de 3000 msnm i el clima amb glaçades nocturnes.

## Taxonomiaa
Polylepis besseri va ser descrita per Jorge Hieronymus i publicado a Botanische Jahrbücher für Systematik, Pflanzengeschichte und Pflanzengeographie 21(3): 312, en el año 1895.

## Sinonímia
- Polylepis besseri var. abbreviata Bitter, 1911[3]
- Polylepis besseri subsp. longipedicellata Bitter, 1911
- Polylepis cristagalli Bitter, 1911[4]
- Polylepis cristagalli var. longiracemosa Bitter, 1911
- Polylepis incana subsp. brachypoda Bitter, 1911
- Polylepis incana subsp. incarum Bitter, 1911
- Polylepis incana subsp. subtusalbida Bitter, 1911
- Polylepis pallidistigma Bitter, 1911
- Polylepis racemosa var. lanata Kuntze, 1898
- Polylepis racemosa var. tomentosa Kuntze, 1898
- Polylepis rugulosa Bitter, 1911
- Polylepis subquinquefolia Bitter, 1911
- Polylepis tenuiruga Bitter, 1911 (Kessler, 1995)
- Polylepis tomentella Wedd. (Rodríguez et al., 1983)
- Polylepis triacontandra Bitter, 1911
- Polylepis incana Kunth
- Polylepis villosa Rusby[5]